# Кримська єпархія ПЦУ
Кримська єпархія — єпархія Православної церкви України на територіях Автономної Республіки Крим та Севастопольської міськради. Єпархіальний центр — місто Сімферополь. Правлячий архієрей — митрополит Климент (Кущ).

## Історія єпархії
Кримську єпархію  було засновано 1996 року. Її становлення відбувалося у важких умовах, насамперед через упереджене ставлення до УПЦ КП представників влади та проросійських організацій. Але незважаючи на тиск, вона розвивалася, відкривалися нові парафії. Цього ж року Патріарх освятив кафедральний собор святих Володимира й Ольги (будівлю передано в оренду єпархії на 50 років, колишній Будинок офіцерів). 
Першим керуючим єпархією став єпископ Антоній (Махота). Він отримав титул «Сімферопольський та Кримський».
2000 року керівництво прийняв єпископ Климент (Кущ).
2006 року на запрошення командувача Військово–Морських Сил України адмірала Ігоря Тенюха Патріарх Філарет благословив початок будівництва військової церкви на честь святого великомученика Климента Римського у місті Севастополі, а також взяв участь у святкових заходах, присвячених річниці заснування Військово–Морських Сил України.

## Сьогодення єпархії
Кількість парафій у єпархії — 40, та, через брак священиків, повноцінно функціонують не більше 15. Місцева влада практично не виділяє землю для будівництва храмів. Загалом єпархія має у розпорядженні 9 приміщень пристосованих для молитов (2 з них — на території Севастополя), 2 приміщення орендуються (на території АРК). З 1992 року було збудовано 3 типові храми (всі в АРК), наразі будуються ще 3 (2 з них на території Севастопольської міськради). В єпархії функціонує 1 монастир, проте йому офіційно землю так і не виділили. Працюють 4 недільні школи (АРК), виходять 2 періодичних видання (по 1 на АРК та Севастополь). Ведуть свою діяльність 3 православні місії та 1 братство.
28 грудня 2001 р. зареєстровано «ставропігійний» чоловічий монастир УПЦ-КП в ім'я преподобного Паїсія Величковського в с. Морозівка Балаклавського району Севастополя, настоятелем став заштатний єпископ УПЦ-КП Паїсій Дмоховський, а намісником – «архімандрит» Гавриїл Анісімов. Вони обидва в 2011 р. перейшли разом з монастирем в УПЦ(МП).
Проведене 2008 року Центром Разумкова соціологічне дослідження свідчить, що 11 % мешканців півострова є вірянами Української православної церкви Київського патріархату.
Починаючи з 2011 року, військовий капелан Кримської єпархії УПЦ КП ієрей Максим Вологдин здійснював духовне окормлення розквартированих у Криму підрозділів ЗСУ. . 
У липні 2012 року Сімферопольська міська рада виділила Кримському єпархіальному управлінню землю (0.49 га) під будівництво кафедрального собору Христа Спасителя.
18 березня 2014 року архієпископ Сімферопольський і Кримський Климент (УПЦ КП) в ефірі 5 каналу повідомив, що разом з озброєними активістами у Перевальне, приїхав з Севастополя священик Московського патріархату, вони почали робити опис майна та «попередили, що як тільки українські військові покинуть Перевальне, ця церква, на території військової частини (Храм Покрови пресвятої Богородиці), буде належати Московському патріархату».
Далі, 25 квітня 2014 року архієпископ Климент (Кущ) повідомляв у спеціальній заяві на своєму єпархіальному сайті наступне:
"У Севастополі у Київського Патріархату фактично відібрано храм Священномученика Климента Римського на території Навчального загону ВМС України. Російські військові, що здійснюють охорону, не пускають до храму настоятеля архімандрита Макарія (Щипакова), етнічного росіянина, колишнього військовослужбовця Військово-морського флоту, та його парафіян. Усі намагання керуючого Кримською єпархією зустрітися з представниками діючої міської влади Севастополя з цього та інших питань виявилися марними. У Київського Патріархату фактично відібраний храм Покрови Божої Матері у селищі Перевальному. На настоятеля протоієрея Івана Катькала та місцевих вірян Української Православної Церкви Київського Патріархату чинять психологічний тиск представники УПЦ Московського Патріархату. На свято Входу Господнього до Єрусалима (Вербну неділю) молодики в камуфляжі намагалися спровокувати конфлікт. Зазначимо, що в березні цього року радник Кабінету міністрів Автономної республіки Крим з питань оборони та безпеки полковник Ігор Стрєлков підписав документ, згідно з яким всім органам державної влади Криму приписано рішуче протидіяти спробам заволодіти майном та перешкоджанню діяльності храмів Української Православної Церкви Київського Патріархату в Криму. Цей лист, за словами Стрєлкова, був погоджений з Патріархом Кирилом і є письмовими гарантіями влади Криму, щодо недоторканості Київського Патріархату у Криму". .

### 2020
23 липня 2020 року Архієпископу Кримської єпархії ПЦУ Клименту в день 20-річчя його архієрейської хіротонії  російські окупанти вручили постанову про знесення храму в Євпаторії. Посол США в ОБСЄ розкритикував рішення окупаційної влади Криму про демонтаж храму ПЦУ. Також низка правозахисних організацій зробили заяву з приводу знищення Православної церкви України у Криму. Водночас Митрополит Епіфаній засудив дії окупаційної російської влади в Криму, а Митрополит Олександр (Драбинко) закликав дати адекватну відповідь «духовному тероризму» в Криму. Також виступили проти і представництво президента України в Криму.
4 серпня 2020 року Верховний суд Російської Федерації відмовився переглянути рішення про виселення громади Православної церкви України (ПЦУ) з кафедрального собору в окупованому Сімферополі.

## Структура

### Правління
- м. Сімферополь, вул. Севастопольська, 17-А

### Благочиння
| №  | Назва                                                                                    | Адреса | Настоятель                             | Благочиння              |
| -- | ---------------------------------------------------------------------------------------- | --- | -------------------------------------- | ----------------------- |
| 1  | Кафедральний собор святих Рівноапостольних князів Володимира і Ольги                     | Україна, Автономна Республіка Крим, м. Сімферополь, вул. Севастопольська, 17-А                                                  | митрополит Климент (Кущ)               | Сімферопольське         |
| 2  | Православна місія розвитку і підтримки православної церкви у Криму                       | Україна, Автономна Республіка Крим, м. Сімферополь, вул. Севастопольська, 17-А                                                  |                                        | Сімферопольське         |
| 3  | Храм Преображення Господнього                                                            | Україна, Автономна Республіка Крим, Сімферопольський район, с. Краснолісся                                                      |                                        | Сімферопольське         |
| 4  | Храм Різдва пресвятої Богородиці                                                         | Україна, Автономна Республіка Крим, Сімферопольський район, с. Лісносілля, вул. Шкільна, 66                                     |                                        | Сімферопольське         |
| 5  | Храм                                                                                     | Україна, Автономна Республіка Крим, Сімферопольський район, с. Мраморне                                                         |                                        | Сімферопольське         |
| 6  | Храм святого Івана Воїна                                                                 | Україна, Автономна Республіка Крим, Сімферопольський район, с. Перевальне, вул. Оріхова, 31-Б                                   | о. Іван Катькало                       | Сімферопольське         |
| 7  | Храм Покрови пресвятої Богородиці                                                        | Україна, Автономна Республіка Крим, с. Перевальне, вул. Октябрьська, 50, поблизу військової частини № 0279                      | о. Іван Катькало                       | Сімферопольське         |
| 8  | Храм апостолів Петра і Павла та святителя Миколая архієпископа Мирлікійського Чудотворця | Україна, Автономна Республіка Крим, м. Севастополь, на території Навчального центру Військово-Морських Сил Збройних Сил України |                                        | Севастопольське         |
| 9  | Храм, у сільського клубі (оренда приміщення)                                             | Україна, Автономна Республіка Крим, Севастопольська міська рада, Балаклавський район, с. Гончарне                               |                                        | Севастопольське         |
| 10 | Чоловічий монастир святого великомученика Димитрія Солунського                           | Україна, Автономна Республіка Крим, Білогірський район, с. Балки                                                                |                                        | Білогірське             |
| 11 | Парафія святих рівноапостольних Костянтина і Олени                                       | Україна, Автономна Республіка Крим, м. Євпаторія, вул. Білогубця, 45                                                            | о. Ярослав Гонтар                      | Євпаторійське і Сакське |
| 12 | Храм на честь Пречистого образу Божої Матері «Неопалима Купина»                          | Україна, Автономна Республіка Крим, м. Євпаторія                                                                                | о. Ярослав Гонтар                      | Євпаторійське і Сакське |
| 13 | Парафія святого апостола Андрія Первозванного                                            | Україна, Автономна Республіка Крим, м. Євпаторія                                                                                | о. Ярослав Гонтар                      | Євпаторійське і Сакське |
| 14 | Храм Святителя Миколая                                                                   | Україна, Автономна Республіка Крим, м. Саки, вул. Курортна, 4-Е                                                                 | о. Ярослав Гонтар                      | Євпаторійське і Сакське |
| 15 | Храм Воскресіння Христового                                                              | Україна, Автономна Республіка Крим, Первомайський район, с. Біюк-Онлар                                                          | о. Ярослав Гонтар                      | Євпаторійське і Сакське |
| 16 | Парафія святої великомучениці Варвари                                                    | Україна, Автономна Республіка Крим, м. Керч, вул. Плеханова, 26, кв. 3                                                          |                                        | Керченське              |
| 17 | Храм                                                                                     | Україна, Автономна Республіка Крим, Ленінський район, с. Завітне (Ленінський район)                                             | о. Михайло Хазов                       | Керченське              |
| 18 | Парафія Архистратига Михаїла                                                             | Україна, Автономна Республіка Крим, Ленінський район, с. Осовини, вул. Первомайська, 1-А                                        | о. Іван Олещук                         | Керченське              |
| 19 | Парафія святих рівноапостольних Костянтина і Олени                                       | Україна, Автономна Республіка Крим, смт. Нижньогірський, вул. Гагаріна, 12/2                                                    |                                        | Нижньогірське           |
| 20 | Храм Святого Духа                                                                        | Україна, Автономна Республіка Крим, м. Красноперекопськ                                                                         | о. Ярослав Гонтар, староста: п. Андрій | Північно-Західне        |
| 21 | Храм святого великомученика Георгія Побідоносця                                          | Україна, Автономна Республіка Крим, Роздольненський район, с. Кумове                                                            | о. Ярослав Гонтар                      | Північно-Західне        |
| 22 | Парафія святих мучениць Віри, Надії, Любові, Софії                                       | Україна, Автономна Республіка Крим, смт Чорноморське, вул. Южна, 38, кв. 8                                                      |                                        | Чорноморське            |